# Jonathan Clay
Jonathan "Jonny" Clay (Leeds, Yorkshire, 26 de juny de 1963) és un ciclista anglès, professional des del 1986 fins al 1999. Combinà el ciclisme en ruta amb la pista.

## Palmarès en pista
- 1998
  -  Campió del Regne Unit de Madison, amb Robert Hayles
- 2000
  -  Medalla de bronze als Jocs Olímpics de Sydney en persecució per equips, amb Chris Newton, Paul Manning, Bradley Wiggins, Bryan Steel i Robert Hayles

### Resultats a laCopa del Món
- 1997
  - 1r a Atenes, en Persecució per equips

## Palmarès en ruta
- 1986
  - 1r al Tour of the Peak
- 1991
  - Vencedor d'una etapa de la Setmana Bergamasca
  - Vencedor d'una etapa de la Milk Race
  - Vencedor d'una etapa de la Mazda Alpine Tour
- 1992
  - 1r al Tom Simpson Memorial
- 1997
  - Vencedor d'una etapa de la Volta a Suècia
- 1998
  - 1r a l'Archer Grand Prix
- 1999
  - Vencedor d'una etapa de la An Post Rás